# Stratton, Nebraska
Stratton är en ort i Hitchcock County i delstaten Nebraska, USA.